# Jerimalai
Jerimalai is een kalksteengrot ten zuidoosten van Tutuala, op de oostpunt van Oost-Timor. Visresten en vishaken opgegraven in Jerimalai leveren bewijs voor geavanceerde vistechniek door bewoners van Timor 42.000 jaar geleden.
Jerimalai heeft de op twee na oudste vondsten die de aanwezigheid van vroege moderne mensen aantonen in Wallacea, na Madjedbebe op het vasteland van Noord-Australië en de Laili-grot bij Manatuto op Timor.
De grot ligt op een hoogte van 75 m, minder dan een kilometer van de zee.
42.000 jaar geleden stond de zee 55 m lager dan in 2016 en lag de grot op 2,8 km van de zee. 22.000 jaar geleden, tijdens het Laatste Glaciale Maximum, was het zeeniveau 121 m lager dan in 2016 en lag Jerimalai 3,5 km van de kust. Tijdens de ijstijd was de afdaling van de grot naar de kustlijn veel steiler, wat verklaart waarom de grot in die tijd weinig werd gebruikt.
De helft van de visgraten is afkomstig van pelagische (diepzee)vis, vooral tonijn.
Het team Australische archeologen van de Universiteit van Canberra, dat de ontdekking deed, legde ook twee haken van schelpen bloot, de ene 11.000 jaar oud en de andere minstens 16.000 jaar oud - de oudste haak die tot nu toe is gevonden. Hetzelfde team vond ook gebeeldhouwde en met pigment beschilderde schelpen die dateren van 38.000 tot 42.000 v. Chr. Zij vonden ook honderden kralen gemaakt van schelpen die dateren van 37.000 v. Chr. en die het vroegste bewijs zijn van persoonlijke versiering in Zuidoost-Azië.